# Graf DK 52

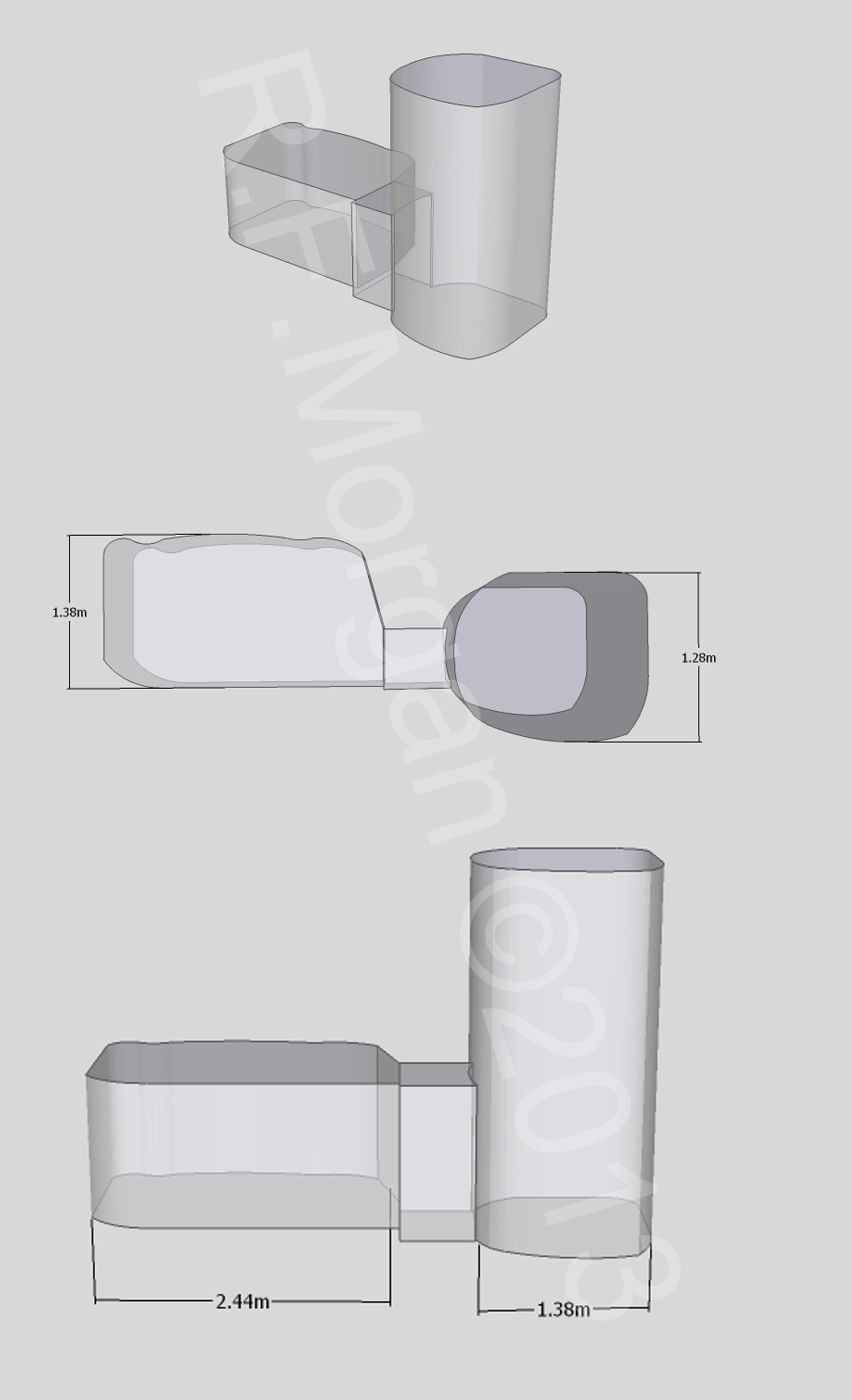
Schematische weergave van graf DK 52

Graf DK 52 is een klein graf uit de Vallei der Koningen, waarvan de oppervlakte amper 5,25 m² bedraagt. Het graf werd ontdekt in januari 1906 door de jonge archeoloog Edward Russell Ayrton. Het graf bevat stoffelijke overschotten van gemummificeerde dieren, waaronder een aap. Mogelijk behoort DK 52 bij het naburige graf van Amenhotep II (DK 35).